# Ferrari 246 SP
La 246 SP è un'autovettura da competizione prodotta dalla Ferrari nel 1961 in tre esemplari.

## Il contesto

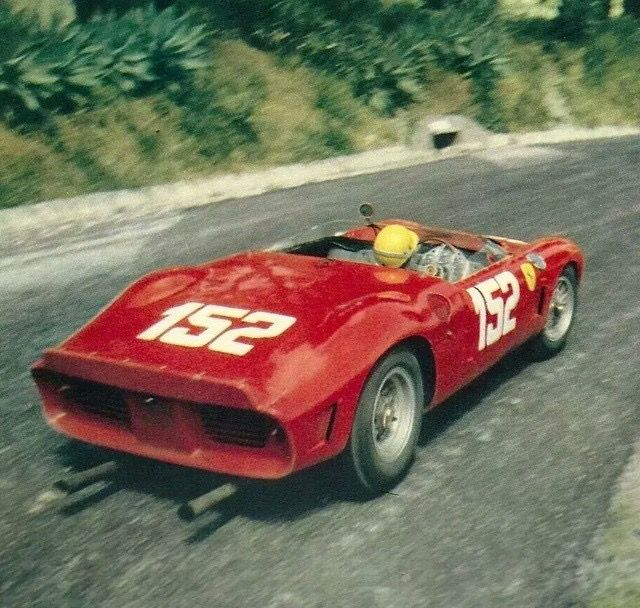
Vista posteriore

Questo modello fu il primo costruito dalla Ferrari ad aver montato il motore centralmente. Fu deciso di costruire una vettura con questa caratteristica sulla scia dei successi, nelle competizioni dell'epoca, delle Cooper che avevano il propulsore installato in questa posizione. Il motore usato fu un cosiddetto “Dino”, che apparteneva ad una classe di propulsori la cui denominazione derivava dal nome del figlio di Enzo Ferrari, Dino, a cui è attribuita la progettazione. Questo motore aveva una peculiarità: era un V6 che possedeva l'angolo tra le due bancate di 65°. Propulsori con questa caratteristica furono montati anche su altre vetture Ferrari, tra cui la Dino 196 S. Venne studiato con questa particolarità per contenere gli ingombri.
La decisione di arretrare il motore in posizione centrale fu presa da Carlo Chiti. La scelta poi di montare un propulsore “Dino” non fu casuale: infatti, con le sue dimensioni più contenute, era adatto ad essere posizionato nella parte posteriore della vettura.
Il motore installato centralmente e le analisi eseguite da Carlo Chiti nella galleria del vento portarono alla realizzazione di un design inedito, caratterizzato da un rilevante abbassamento del cofano motore.
Il nome del modello era collegato alle caratteristiche del motore. La sigla numerica richiamava infatti la cilindrata, che era circa di 2,4 L, ed il numero di cilindri, che erano 6 disposti a V.

## Le competizioni
La vittoria più importante della “246 SP” fu ottenuta il 30 aprile 1961 alla Targa Florio. Il trofeo fu conquistato sull'impegnativo piccolo circuito delle Madonie ad opera di Wolfgang Von Trips e Olivier Gendebien.

## Caratteristiche tecniche
Il motore era un V6 a 65° centrale e longitudinale. L'alesaggio e la corsa erano rispettivamente di 85 mm e 71 mm, che portavano la cilindrata totale a 2417,33 cm³. Il rapporto di compressione era di 9,8:1. La potenza massima erogata dal propulsore era di 270 CV a 8000 giri al minuto.
La distribuzione era formata da un doppio albero a camme in testa che comandava due valvole per cilindro. L'alimentazione era assicurata da tre carburatori di marca Weber e modello 42 DCN. L'accensione era singola ed il relativo impianto comprendeva due spinterogeni. La lubrificazione era a carter secco, mentre la frizione era multidisco.
Le sospensioni erano indipendenti con quadrilateri trasversali, molle elicoidali e ammortizzatori telescopici. Quelle anteriori avevano installato una barra stabilizzatrice. I freni erano a disco sulle quattro ruote, mentre la trasmissione era formata da un cambio a cinque rapporti più la retromarcia. Lo sterzo era a pignone e cremagliera, mentre la trazione era posteriore.
Il telaio era tubolare in acciaio. La carrozzeria era spider a due posti ed era fabbricata in alluminio.
La velocità massima raggiunta dalla “246 SP” era di 270 km/h.